# Formule 1 v roce 2000
Sezóna 2000 byla rokem návratu formule 1 na Severoamerický kontinent. Do kalendáře Velkých cen byl zařazen legendární ovál v Indianapolis. Zatímco McLaren vsadil na jezdecké složení z předešlého roku, ostatní týmy čile obchodovaly. Obhájce trofeje konstruktérů, Ferrari, angažoval Rubense Barrichella, od Stewarta, který celý tým prodal Jaguaru. Jaguar se tak stal novým týmem ve Formuli 1 a ke zkušenému Johnny Herbertovi přibral Eddie Irvineho, který odešel od Ferrari. Arrows propustil Japonce Takagiho a na jeho místo přijal Verstappena, navíc přestal pracovat na vlastních motorech a sáhl po zákaznických motorech Renault označených jako Supertec. Stejné motory, ale pod označením Playlife, používal také Benetton, který i nadále věřil dvojici Fisichella – Wurz. V týmu BAR se do formule 1 vrátily motory Honda a ve Williamsu motory BMW. Jarno Trulli odešel z týmu Prost a nahradill Hilla u Jordanu.
Nový ročník zahájila Grand Prix Austrálie na okruhu v Melbourne. V závodě zvítězil Michael Schumacher před svým novým týmovým kolegou Rubensem Barrichellem a zajistili tak pro Ferrari double. McLaren naopak zahájil sezónu nejhorším možným způsobem, oba dva monoposty odstoupily pro závadu motoru. Druhý závod, který se konal v Brazílii, přinesl pole position Hakkinenovi, ale potíže McLarenu přetrvávaly. Hakkinen závod nedokončil a David Coulthard byl diskvalifikován ze druhého místa pro nestandardní výšku zadního přítlačného spoileru. Zvítězil Michael Schumacher, a na druhé místo se posunul Giancarlo Fisichella.
Za dva týdny v italské Imole, kde se již tradičně pořádala Velká cena San Marina, byl Hakkinen znovu nejlepším pilotem kvalifikace, ale krátce po startu byl předjet Schumacherem. Ferrari tak zvítězilo v prvních třech závodech.
Na britských ostrovech získal své první pole positon u Ferrari Rubens Barrichello, ale v závodě udávali tempo oba jezdci McLarenu a tak si pro vítězství dojel na domácí půdě Coulthard před Hakkinenem a Michaelem Schumacherem. Ještě před Velkou cenou Španělska, David Coulthard jako zázrakem přežil pád svého soukromého letadla, které havarovalo během nouzového přistání. Na palubě letadla přišel o život pilot a mechanik, David Couthard, jeho snoubenka i soukromý trenér, vyvázli jen s pár šrámy a obrovským šokem.
Velká cena Španělska byla podobná té britské, z pole position startoval znovu rudý vůz tentokrát pilotovaný Schumacherem, první dvě příčky v cíli získaly vozy McLaren v pořadí Hakkinen – Coulthard a na stupně vítězů je doprovodil Barrichello na Ferrari. Michaela Schumachera vyřadila z dobrého umístění nehoda v boxech, při které zranil svého mechanika.
Deštivá velká cena Evropy byla doslova vodou na mlýn Michaela Schumachera, který spolu s Hakkinenem jako jediní dokončili závod s plným počtem kol. David Coulthard nedokázal využít nejlepší startovní pozice a dojel jako třetí o kolo zpět.
Kvalifikaci na Grand Prix Monaka ovládl Michael Schumacher, překvapením bylo druhé místo Jarna Trulliho. V závodě Schumacher odstoupil z první pozice a uvolnil tak místo Coulthardovi, kterého následoval Rubens Barrichello a Giancarlo Fisichella.
Cirkus F1 měl dva týdny na cestu za oceán, kde se konala velká cena Kanady. V Montrealu na okruhu, který nese jméno Gillese Villeneuvea, vybojoval pole Michael Schumacher, které posléze proměnil ve vítězství. Rubens Barrichello vybojoval druhé místo a Giancarlo Fisichella znovu dosáhl na stupně vítězů.
Návrat do Evropy naznačoval stále stejnou písničku, ve Francii si pole position zajistil Michael Schumacher, v závodě ovšem tempo udával David Coulthard a na stupně vítězů ho doprovodil Mika Häkkinen a Rubens Barrichello.
Michael Schumacher ukončil své působení ve velké ceně Rakouska hned po startu v kolizi se Zontou. Mika Häkkinen vytěžil další vítězství před svým týmovým kolegou a Barrichellem. Start do domácí velké ceny Německa se znovu nepovedl Schumacherovi, tentokrát se potkal s Benettonem Fisichelli. Poprvé se radoval z vítězství Rubens Barrichello, který odolal náporu obou McLarenů. Závod byl narušen mužem, který vtrhl na závodní dráhu s transparentem, který hlásal hesla proti Mercedesu. Na trať vyrazil Safety car, který zadržel muže, dělníka propuštěného z Mercedesu.
V Maďarsku byl Schumacher nejrychlejší v tréninku, jeho zaváhaní při startovním procesu využil Hakkinen a přímo si letěl pro vítězství. Deset bodů vyneslo Finovi vedení v šampionátu. Lázeňské město Spa hostilo velkou cenu Belgie a byly zde k vidění nejlepší předjížděcí manévry celé sezóny. Díky špatnému počasí se startovalo za Safety carem. Vítězem se stal Hakkinen před bratry Schumachery Michaelem a Ralfem. Schumacher ztratil další dva body.
Monza je nejrychlejším okruhem v celém seriálu a byla zaplněná tisícem fanoušků z celé Itálie, kteří přijeli podpořit své rudé vozy. Začátek závodu poznamenala nešťastná nehoda šesti vozů, při které jedna pneumatika zasáhla traťového komisaře. Ten krátce poté svým zraněním podlehl. Vítězem se stal Schumacher před Hakkinenem a stáhl tak jeho vedení o dva body.
Velká cena USA se uskutečnila na slavném oválu v Indianapolis uzpůsobeném pro formuli 1. Schumacher nenechal nic náhodě a z prvního místa na roštu vyrazil do čela. Mika Hakkinen zápasil s motorem svého McLarenu, až v 25 kole odstoupil. Schumacher vedl o osm bodů a tak do poslední Grand Prix Japonska nastoupil s vědomím, že k zisku titulu mu stačí zisk tří bodů. První krok učinil již v kvalifikaci a vybojoval tak pole position, které následně nevyužil ve svůj prospěch. Po startu ho předjel Hakkinen a dlouho nechával Němce za svými zády, až poté, co musel ke svým mechanikům, uvolnil Michaelovi cestu k titulu. Po dlouhých 21 letech se Ferrari konečně dočkalo titulu mezi jezdci.

## Pravidla
Bodovalo prvních 6 jezdců podle klíče:
- První – 10 bodů
- Druhý – 6 bodů
- Třetí – 4 bodů
- Čtvrtý – 3 bodů
- Pátý – 2 body
- Šestý – 1 bod

- Maximálně 10 válcové nepřeplňované motory o objemu 3000 cc
- Minimální hmotnost vozů 600 kg

## Složení týmů
| Číslo                                  | Pilot                                     | Testovací pilot                                                                  |                                                                                  |
| -------------------------------------- | ----------------------------------------- | -------------------------------------------------------------------------------- | -------------------------------------------------------------------------------- |
| McLaren (West McLaren Mercedes)        | McLaren (West McLaren Mercedes)           | Model: MP4/15 Motor: Mercedes FO110J V10 Pneumatiky: Bridgestone                 | Model: MP4/15 Motor: Mercedes FO110J V10 Pneumatiky: Bridgestone                 |
| 1 2                                    | Mika Häkkinen David Coulthard             | Olivier Panis                                                                    |                                                                                  |
| Ferrari (Scuderia Ferrari Marlboro)    | Ferrari (Scuderia Ferrari Marlboro)       | Model: F1-2000 Motor: Ferrari 049 V10 Pneumatiky: Bridgestone                    | Model: F1-2000 Motor: Ferrari 049 V10 Pneumatiky: Bridgestone                    |
| 3 4                                    | Michael Schumacher Rubens Barrichello     | Luca Badoer                                                                      |                                                                                  |
| Jordan(Benson & Hedges Jordan)         | Jordan(Benson & Hedges Jordan)            | Model: EJ10, EJ10B Motor: Honda Mugen-Honda MF 301HE V10 Pneumatiky: Bridgestone | Model: EJ10, EJ10B Motor: Honda Mugen-Honda MF 301HE V10 Pneumatiky: Bridgestone |
| 5 6                                    | Heinz-Harald Frentzen Jarno Trulli        | Tomáš Enge                                                                       |                                                                                  |
| Jaguar(Jaguar Racing)                  | Jaguar(Jaguar Racing)                     | Model: R1 Motor: Cosworth CR-2 V10 Pneumatiky: Bridgestone                       | Model: R1 Motor: Cosworth CR-2 V10 Pneumatiky: Bridgestone                       |
| 7 8                                    | Eddie Irvine Luciano Burti Johnny Herbert | Luciano Burti                                                                    |                                                                                  |
| Williams (BMW WilliamsF1 Team)         | Williams (BMW WilliamsF1 Team)            | Model: FW22 Motor: BMW E41/4 V10 Pneumatiky: Bridgestone                         | Model: FW22 Motor: BMW E41/4 V10 Pneumatiky: Bridgestone                         |
| 9 10                                   | Ralf Schumacher Jenson Button             | Bruno Junqueira                                                                  |                                                                                  |
| Benetton(Mild Seven Benetton Playlife) | Benetton(Mild Seven Benetton Playlife)    | Model: B200 Motor: Playlife (Renault) FB02 V10 Pneumatiky: Bridgestone           | Model: B200 Motor: Playlife (Renault) FB02 V10 Pneumatiky: Bridgestone           |
| 11 12                                  | Giancarlo Fisichella Alexander Wurz       | Hidetoshi Mitsusada                                                              |                                                                                  |
| Prost(Gauloises Prost Peugeot)         | Prost(Gauloises Prost Peugeot)            | Model: AP03 Motor: Peugeot A20 V10 Pneumatiky: Bridgestone                       | Model: AP03 Motor: Peugeot A20 V10 Pneumatiky: Bridgestone                       |
| 14 15                                  | Jean Alesi Nick Heidfeld                  | Stephane Sarrazin                                                                |                                                                                  |
| Sauber (Red Bull Sauber Petronas)      | Sauber (Red Bull Sauber Petronas)         | Model: C19 Motor: Petronas SPE 04A V10 (Ferrari 048B) Pneumatiky: Bridgestone    | Model: C19 Motor: Petronas SPE 04A V10 (Ferrari 048B) Pneumatiky: Bridgestone    |
| 16 17                                  | Pedro Diniz Mika Salo                     | Není                                                                             |                                                                                  |
| Arrows (Arrows F1 Team)                | Arrows (Arrows F1 Team)                   | Model: A21 Motor: Supertec FB02 V10 (Renault) Pneumatiky: Bridgestone            | Model: A21 Motor: Supertec FB02 V10 (Renault) Pneumatiky: Bridgestone            |
| 18 19                                  | Pedro de la Rosa Jos Verstappen           | Mark Webber                                                                      |                                                                                  |
| Minardi(Telefonica Minardi Fondmetal)  | Minardi(Telefonica Minardi Fondmetal)     | Model: M02 Motor: Fondmetal 01 V10 (Ford Zetec R) Pneumatiky: Bridgestone        | Model: M02 Motor: Fondmetal 01 V10 (Ford Zetec R) Pneumatiky: Bridgestone        |
| 20 21                                  | Marc Gené Gaston Mazzacane                | Není                                                                             |                                                                                  |
| B.A.R (Lucky Strike Reynard BAR Honda) | B.A.R (Lucky Strike Reynard BAR Honda)    | Model: 002 Motor: Honda RA000E V10 Pneumatiky: Bridgestone                       | Model: 002 Motor: Honda RA000E V10 Pneumatiky: Bridgestone                       |
| 22 23                                  | Jacques Villeneuve Ricardo Zonta          | Darren Manning                                                                   |                                                                                  |

- Seznam jezdců Formule 1
- Seznam konstruktérů Formule 1

## Velké ceny
| Datum               | Grand Prix                                  | Náhled | Akce               | Jezdec                  | Vůz                     | Stav MS            |
| ------------------- | ------------------------------------------- | ------ | ------------------ | ----------------------- | ----------------------- | ------------------ |
| 1. GP 12. březen    | Austrálie Albert Park (Výsledky)            |        | Závod              | Michael Schumacher      | Ferrari F1-2000         | Michael Schumacher |
| 1. GP 12. březen    | Austrálie Albert Park (Výsledky)            | Kolo   | Rubens Barrichello | Ferrari F399            |                         | Michael Schumacher |
| 1. GP 12. březen    | Austrálie Albert Park (Výsledky)            | Pole   | Mika Häkkinen      | McLaren-Mercedes MP4-15 |                         | Michael Schumacher |
| 2. GP 26. březen    | Brazílie Interlagos (Výsledky)              |        | Závod              | Michael Schumacher      | Ferrari F1-2000         | Michael Schumacher |
| 2. GP 26. březen    | Brazílie Interlagos (Výsledky)              | Kolo   | Michael Schumacher | Ferrari F1-2000         |                         | Michael Schumacher |
| 2. GP 26. březen    | Brazílie Interlagos (Výsledky)              | Pole   | Mika Häkkinen      | McLaren-Mercedes MP4-15 |                         | Michael Schumacher |
| 3. GP 9. duben      | San Marino Imola (Výsledky)                 |        | Závod              | Michael Schumacher      | Ferrari F1-2000         | Michael Schumacher |
| 3. GP 9. duben      | San Marino Imola (Výsledky)                 | Kolo   | Mika Häkkinen      | McLaren-Mercedes MP4-15 |                         | Michael Schumacher |
| 3. GP 9. duben      | San Marino Imola (Výsledky)                 | Pole   | Mika Häkkinen      | McLaren-Mercedes MP4-15 |                         | Michael Schumacher |
| 4. GP 23. duben     | Velká Británie Silverstone (Výsledky)       |        | Závod              | David Coulthard         | McLaren-Mercedes MP4-15 | Michael Schumacher |
| 4. GP 23. duben     | Velká Británie Silverstone (Výsledky)       | Kolo   | Mika Häkkinen      | McLaren-Mercedes MP4-15 |                         | Michael Schumacher |
| 4. GP 23. duben     | Velká Británie Silverstone (Výsledky)       | Pole   | Rubens Barrichello | Ferrari F1-2000         |                         | Michael Schumacher |
| 5. GP 7. květen     | Španělsko Circuit de Catalunya (Výsledky)   |        | Závod              | Mika Häkkinen           | McLaren-Mercedes MP4-15 | Michael Schumacher |
| 5. GP 7. květen     | Španělsko Circuit de Catalunya (Výsledky)   | Kolo   | Mika Häkkinen      | McLaren-Mercedes MP4-15 |                         | Michael Schumacher |
| 5. GP 7. květen     | Španělsko Circuit de Catalunya (Výsledky)   | Pole   | Michael Schumacher | Ferrari F1-2000         |                         | Michael Schumacher |
| 6. GP 21. květen    | Evropa Nürburgring (Výsledky)               |        | Závod              | Michael Schumacher      | Ferrari F1-2000         | Michael Schumacher |
| 6. GP 21. květen    | Evropa Nürburgring (Výsledky)               | Kolo   | Michael Schumacher | Ferrari F1-2000         |                         | Michael Schumacher |
| 6. GP 21. květen    | Evropa Nürburgring (Výsledky)               | Pole   | David Coulthard    | McLaren-Mercedes MP4-15 |                         | Michael Schumacher |
| 7. GP 4. červen     | Monako Circuit de Monaco (Výsledky)         |        | Závod              | David Coulthard         | McLaren-Mercedes MP4-15 | Michael Schumacher |
| 7. GP 4. červen     | Monako Circuit de Monaco (Výsledky)         | Kolo   | Mika Häkkinen      | McLaren-Mercedes MP4-15 |                         | Michael Schumacher |
| 7. GP 4. červen     | Monako Circuit de Monaco (Výsledky)         | Pole   | Michael Schumacher | Ferrari F1-2000         |                         | Michael Schumacher |
| 8. GP 18. červen    | Kanada Circuit Gilles Villeneuve (Výsledky) |        | Závod              | Michael Schumacher      | Ferrari F1-2000         | Michael Schumacher |
| 8. GP 18. červen    | Kanada Circuit Gilles Villeneuve (Výsledky) | Kolo   | Mika Häkkinen      | McLaren-Mercedes MP4-15 |                         | Michael Schumacher |
| 8. GP 18. červen    | Kanada Circuit Gilles Villeneuve (Výsledky) | Pole   | Michael Schumacher | Ferrari F1-2000         |                         | Michael Schumacher |
| 9. GP 2. červenec   | Francie Magny-Cours (Výsledky)              |        | Závod              | David Coulthard         | McLaren-Mercedes MP4-15 | Michael Schumacher |
| 9. GP 2. červenec   | Francie Magny-Cours (Výsledky)              | Kolo   | David Coulthard    | McLaren-Mercedes MP4-15 |                         | Michael Schumacher |
| 9. GP 2. červenec   | Francie Magny-Cours (Výsledky)              | Pole   | Michael Schumacher | Ferrari F1-2000         |                         | Michael Schumacher |
| 10. GP 16. květen   | Rakousko A1 Ring (Výsledky)                 |        | Závod              | Mika Häkkinen           | Ferrari F399            | Michael Schumacher |
| 10. GP 16. květen   | Rakousko A1 Ring (Výsledky)                 | Kolo   | David Coulthard    | McLaren-Mercedes MP4-15 |                         | Michael Schumacher |
| 10. GP 16. květen   | Rakousko A1 Ring (Výsledky)                 | Pole   | Mika Häkkinen      | Benetton-Playlife B198  |                         | Michael Schumacher |
| 11. GP 30. červenec | Německo Hockenheimring (Výsledky)           |        | Závod              | Rubens Barrichello      | Ferrari F1-2000         | Michael Schumacher |
| 11. GP 30. červenec | Německo Hockenheimring (Výsledky)           | Kolo   | Rubens Barrichello | Ferrari F1-2000         |                         | Michael Schumacher |
| 11. GP 30. červenec | Německo Hockenheimring (Výsledky)           | Pole   | David Coulthard    | McLaren-Mercedes MP4-15 |                         | Michael Schumacher |
| 12. GP 13. srpen    | Maďarsko Hungaroring (Výsledky)             |        | Závod              | Mika Häkkinen           | McLaren-Mercedes MP4-15 | Mika Häkkinen      |
| 12. GP 13. srpen    | Maďarsko Hungaroring (Výsledky)             | Kolo   | Mika Häkkinen      | McLaren-Mercedes MP4-15 |                         | Mika Häkkinen      |
| 12. GP 13. srpen    | Maďarsko Hungaroring (Výsledky)             | Pole   | Michael Schumacher | Ferrari F1-2000         |                         | Mika Häkkinen      |
| 13. GP 27. srpen    | Belgie Spa-Francorchamps (Výsledky)         |        | Závod              | Mika Häkkinen           | McLaren-Mercedes MP4-15 | Mika Häkkinen      |
| 13. GP 27. srpen    | Belgie Spa-Francorchamps (Výsledky)         | Kolo   | Rubens Barrichello | Ferrari F1-2000         |                         | Mika Häkkinen      |
| 13. GP 27. srpen    | Belgie Spa-Francorchamps (Výsledky)         | Pole   | Mika Häkkinen      | McLaren-Mercedes MP4-15 |                         | Mika Häkkinen      |
| 14. GP 10. září     | Itálie Monza (Výsledky)                     |        | Závod              | Michael Schumacher      | Ferrari F1-2000         | Mika Häkkinen      |
| 14. GP 10. září     | Itálie Monza (Výsledky)                     | Kolo   | Mika Häkkinen      | McLaren-Mercedes MP4-15 |                         | Mika Häkkinen      |
| 14. GP 10. září     | Itálie Monza (Výsledky)                     | Pole   | Michael Schumacher | Ferrari F1-2000         |                         | Mika Häkkinen      |
| 15. GP 24. září     | USA Indianapolis (Výsledky)                 |        | Závod              | Michael Schumacher      | Ferrari F1-2000         | Michael Schumacher |
| 15. GP 24. září     | USA Indianapolis (Výsledky)                 | Kolo   | David Coulthard    | McLaren-Mercedes MP4-15 |                         | Michael Schumacher |
| 15. GP 24. září     | USA Indianapolis (Výsledky)                 | Pole   | Michael Schumacher | Ferrari F1-2000         |                         | Michael Schumacher |
| 16. GP 8. říjen     | Japonsko Suzuka (Výsledky)                  |        | Závod              | Michael Schumacher      | Ferrari F1-2000         | Michael Schumacher |
| 16. GP 8. říjen     | Japonsko Suzuka (Výsledky)                  | Kolo   | Mika Häkkinen      | McLaren-Mercedes MP4-15 |                         | Michael Schumacher |
| 16. GP 8. říjen     | Japonsko Suzuka (Výsledky)                  | Pole   | Michael Schumacher | Ferrari F1-2000         |                         | Michael Schumacher |
| 17. GP 22. říjen    | Malajsie Sepang (Výsledky)                  |        | Závod              | Michael Schumacher      | Ferrari F1-2000         | Michael Schumacher |
| 17. GP 22. říjen    | Malajsie Sepang (Výsledky)                  | Kolo   | Mika Häkkinen      | McLaren-Mercedes MP4-15 |                         | Michael Schumacher |
| 17. GP 22. říjen    | Malajsie Sepang (Výsledky)                  | Pole   | Michael Schumacher | Ferrari F1-2000         |                         | Michael Schumacher |

## Konečné hodnocení Mistrovství světa

### Jezdci
1. Michael Schumacher Ferrari 108
2. Mika Häkkinen McLaren 89
3. David Coulthard McLaren 73
4. Rubens Barrichello Ferrari 62
5. Ralf Schumacher Williams 24
6. Giancarlo Fisichella Benetton 18
7. Jacques Villeneuve B.A.R 17
8. Jenson Button Williams 12
9. Heinz Harald Frentzen Jordan 11
10. Jarno Trulli Jordan 6
11. Mika Salo Sauber 6
12. Jos Verstappen Arrows 5
13. Eddie Irvine Jaguar 4
14. Ricardo Zonta BAR 3
15. Alexander Wurz Benetton 2
16. Pedro de la Rosa Arrows 2

### Pohár konstruktérů
1. Ferrari 170
2. McLaren 162
3. Williams 36
4. Benetton 20
5. B.A.R 20
6. Jordan 17
7. Arrows 7
8. Sauber 6
9. Jaguar 4

### Národy
1. Německo 143
2. Finsko 95
3. Velká Británie 89
4. Brazílie 65
5. Itálie 24
6. Kanada 17
7. Nizozemsko 5
8. Rakousko 2
9. Španělsko 2

## Roční statistiky
| Vítězství             | Vůz         | Motor       | Národ             |
| --------------------- | ----------- | ----------- | ----------------- |
| Michael Schumacher 9× | Ferrari 10× | Ferrari 10× | Německo 9×        |
| Mika Häkkinen 4×      | McLaren 7×  | Mercedes 7× | Finsko 4×         |
| David Coulthard 3×    |             |             | Velká Británie 3× |
| Rubens Barrichello 1× |             |             | Brazílie 1×       |

| Pole Position         | Vůz         | Motor       | Národ             |
| --------------------- | ----------- | ----------- | ----------------- |
| Michael Schumacher 9× | Ferrari 10× | Ferrari 10× | Německo 9×        |
| Mika Häkkinen 5×      | McLaren 7×  | Mercedes 7× | Finsko 5×         |
| David Coulthard 2×    |             |             | Velká Británie 2× |
| Rubens Barrichello 1× |             |             | Brazílie 1×       |

| Nejrychlejší kolo     | Vůz         | Motor        | Národ             |
| --------------------- | ----------- | ------------ | ----------------- |
| Mika Häkkinen 9×      | McLaren 12× | Mercedes 12× | Finsko 9×         |
| Rubens Barrichello 3× | Ferrari 5×  | Ferrari 5×   | Brazílie 3×       |
| David Coulthard 3×    |             |              | Velká Británie 3× |
| Michael Schumacher 2× |             |              | Německo 2×        |

| Podium                   | Vůz         | Motor          | Národ              |
| ------------------------ | ----------- | -------------- | ------------------ |
| Michael Schumacher 12×   | McLaren 22× | Mercedes 22×   | Německo 17×        |
| Mika Häkkinen 11×        | Ferrari 21× | Ferrari 21×    | Finsko 11×         |
| David Coulthard 11×      | Benetton 3× | Playlife 3×    | Velká Británie 11× |
| Rubens Barrichello 9×    | Williams 3× | BMW 3×         | Brazílie 9×        |
| Giancarlo Fisichella 3×  | Jordan 2×   | Mugen Honda 2× | Itálie 3×          |
| Ralf Schumacher 3×       |             |                |                    |
| Heinz Harald Frentzen 2× |             |                |                    |

| Nejrychlejší GP | Jezdec             | Vůz             | Rychlost     |
| --------------- | ------------------ | --------------- | ------------ |
| Německo         | Rubens Barrichello | Ferrari F1-2000 | 215,278 km/h |
| Itálie          | Michael Schumacher | Ferrari F1-2000 | 210,432 km/h |
| Belgie          | Mika Häkkinen      | McLaren MP4/15  | 208,468 km/h |
| Rakousko        | Mika Häkkinen      | McLaren MP4/15  | 208,454 km/h |
| Velká Británie  | David Coulthard    | McLaren MP4/15  | 208,296 km/h |
| Japonsko        | Michael Schumacher | Ferrari F1-2000 | 207,447 km/h |
| Brazílie        | Michael Schumacher | Ferrari F1-2000 | 200,423 km/h |
| San Marino      | Michael Schumacher | Ferrari F1-2000 | 200,198 km/h |
| Španělsko       | Mika Häkkinen      | McLaren MP4/15  | 196,405 km/h |
| Austrálie       | Michael Schumacher | Ferrari F1-2000 | 196,218 km/h |
| Malajsie        | Michael Schumacher | Ferrari F1-2000 | 194,199 km/h |
| USA             | Michael Schumacher | Ferrari F1-2000 | 190,376 km/h |
| Francie         | David Coulthard    | McLaren MP4/15  | 187,171 km/h |
| Kanada          | Michael Schumacher | Ferrari F1-2000 | 180,850 km/h |
| Evropa          | Michael Schumacher | Ferrari F1-2000 | 179,551 km/h |
| Maďarsko        | Mika Häkkinen      | McLaren MP4/15  | 173,658 km/h |
| Monako          | David Coulthard    | McLaren MP4/15  | 144,072 km/h |

| Nejtěsnější vítězství | Vítěz              | Druhý                | Rozdíl    |
| --------------------- | ------------------ | -------------------- | --------- |
| Kanada                | Michael Schumacher | Rubens Barrichello   | 0:00.174s |
| Malajsie              | Michael Schumacher | David Coulthard      | 0:00.732s |
| Belgie                | Mika Häkkinen      | Michael Schumacher   | 0:01.104s |
| San Marino            | Michael Schumacher | Mika Häkkinen        | 0:01.169s |
| Velká Británie        | David Coulthard    | Mika Häkkinen        | 0:01.477s |
| Japonsko              | Michael Schumacher | Mika Häkkinen        | 0:01.837s |
| Itálie                | Michael Schumacher | Mika Häkkinen        | 0:03.810  |
| Německo               | Rubens Barrichello | Mika Häkkinen        | 0:07.452  |
| Maďarsko              | Mika Häkkinen      | Michael Schumacher   | 0:07.917  |
| Austrálie             | Michael Schumacher | Rubens Barrichello   | 0:11.415  |
| USA                   | Michael Schumacher | Rubens Barrichello   | 0:12.118  |
| Rakousko              | Mika Häkkinen      | David Coulthard      | 0:12.535  |
| Evropa                | Michael Schumacher | Mika Häkkinen        | 0:13.822  |
| Francie               | David Coulthard    | Mika Häkkinen        | 0:14.748  |
| Monako                | David Coulthard    | Rubens Barrichello   | 0:15.889  |
| Španělsko             | Mika Häkkinen      | David Coulthard      | 0:16.066  |
| Brazílie              | Michael Schumacher | Giancarlo Fisichella | 0:39.898  |